# Boratyniec Ruski (gromada)
Boratyniec Ruski – dawna gromada, czyli najmniejsza jednostka podziału terytorialnego Polskiej Rzeczypospolitej Ludowej w latach 1954–1972.
Gromady, z gromadzkimi radami narodowymi (GRN) jako organami władzy najniższego stopnia na wsi, funkcjonowały od reformy reorganizującej administrację wiejską przeprowadzonej jesienią 1954 do momentu ich zniesienia z dniem 1 stycznia 1973, tym samym wypierając organizację gminną w latach 1954–1972.
Gromadę Boratyniec Ruski z siedzibą GRN w Boratyńcu Ruskim utworzono – jako jedną z 8759 gromad – w powiecie siemiatyckim w woj. białostockim, na mocy uchwały nr 21/V WRN w Białymstoku z dnia 4 października 1954. W skład jednostki weszły obszary dotychczasowych gromad Boratyniec Ruski, Szerszenie, Moszczona Królewska, Maćkowicze, Anusin i Olendry ze zniesionej gminy Boratyniec Ruski w tymże powiecie. Dla gromady ustalono 16 członków gromadzkiej rady narodowej.
31 grudnia 1959 do gromady Boratyniec Ruski przyłączono obszar zniesionej gromady Grabarka oraz wsie Turna Duża, Turna Mała i Wólka Nadbużna oraz kolonię Turenka ze zniesionej gromady Słochy Annopolskie.
Gromada przetrwała do końca 1972 roku, czyli do kolejnej reformy gminnej.